# نقطة حمراء (فلم 2021)
نقطة حمراء (بالإنجليزية: Red Dot) فيلم دراما وإثارة ورعب سويدي للمخرج ألن داربورج، الذي كتب القصة والسيناريو أيضاً بمعاونة بير ديكسون. الفيلم من بطولة نانا بلونديل، ويوهانس كينكي، وأناستاسيوس سوليس. تدور القصة عن زوجين يحاولون إحياء علاقتهم من خلال السفر إلى شمال السويد في رحلة سير لمسافات طويلة ولكن سرعان ما تتحول رحلتهم الرومانسية إلى كابوس. تم الإعلان لأول مرة عن الفيلم في مهرجان ستوكهولم السينمائي في 14 نوفمبر 2019، وصدرعلى شبكة نيتفليكس في 11 فبراير 2021. وهو من إنتاج شركة وارنر برذرز بيكتشرز، وهو إعادة لتجسيد الفيلم الإسباني الضيف الخفي المنتج سنة 2017.

## طاقم التمثيل
- يوهانس كينكي: في دور اينار
- نانا بلونديل: في دور ناديا
- أناستاسيوس سوليس: في دور ديفيد
- كاليد موستونن: في دور جارمو
- توماس بيرجستروم: في دور رول
- توماس هانزون: في دور رول
- آنا أزكارات: في دور منى[2]

## ملخص أحداث الفيلم
ديفيد وناديا، زوجان في أواخر العشرينات من العمر، كانا يكافحان من أجل إنجاح زواجهما، وعندما تصبح ناديا حاملاً، يحاولون إعادة إحياء علاقتهم ويقررون السفر إلى المساحات الرائعة في شمال السويد للتنزه على الجليد. تحدث مشاجرة مع اثنين من الصيادين المحليين، وتتحول رحلتهم الرومانسية ببطء إلى كابوس. سرعان ما تظهر نقطة ليزر حمراء في خيمتهم، وسرعان ما يضطروا للفرار إلى البرية الباردة التي لا ترحم. إنهم معزولون تمامًا في الجبال، ويتعرضون للملاحقة من الرماة المتهورين. في هذه الأثناء، وخلال هذه المطاردة السادية، يعود ماضي الزوجين أيضًا ليطاردهم.

## استقبال الفيلم
كتب جوناثان ويلسون على موقع «ريدي، ستيدي، كت Ready Steady Cut»: «إنها قد تبدأ كقصة إثارة، ولكنها تأخذ بعض المنعطفات التي لا تنسى إلى منطقة مشوشة بشكل متزايد»، ومنح الفيلم ثلاثة نجوم ونصف من أصل خمسة نجوم.
كتب جايد بادويسكي على موقع «ديسايدر»: «قصة متوترة ومزعجة ومصنوعة جيدًا. قد لا يتمكن الجميع من تحملها، ولكن بالنسبة لأولئك الذين لا يخشون ترك الأمور تصبح قاتمة قليلاً، قد يكون» نقطة حمراء«هو المناسب».
كتبت كارينا ادلجارد على موقع «جنة الرعب heaven of horror»: «الفيلم يعاني قليلاً في منطقة» القصة«، ومع قولي هذا مازلت أشعر أن الفيلم ترفيهي للغاية وأداء الممثلين جيد»، ومنحت الفيلم 3 نجوم من أصل 5.

## وصلات خارجية
- https://www.imdb.com/title/tt11307814/ نقطة حمراء (فيلم 2021)
- https://filmparadiset.se/2021/02/08/red-dot-2021-recension/ نقطة حمراء (فلم 2021)
- https://www.whatsonfriday.com/whats-on-friday-february-12-2021/ نقطة حمراء (فلم 2021)